# Вја Монте Пољијано (Витербо)
Вја Монте Пољијано је насеље у Италији у округу Витербо, региону Лацио.
Према процени из 2011. у насељу је живело 44 становника. Насеље се налази на надморској висини од 254 м.